# Govind Ballabh Pant

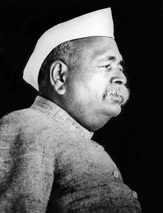
Pandit Govind Ballabh Pant (Mai 1952)

Pandit Govind Ballabh Pant (* 10. September 1887 in Khoot, Distrikt Almora, Nordwestprovinzen, Britisch-Indien; † 7. März 1961 in Neu-Delhi) war ein indischer Politiker des Indischen Nationalkongresses (INC), der Mitglied der Rajya Sabha, des Oberhauses des indischen Parlaments, und unter anderem zwischen 1946 und 1950 Chief Minister der United Provinces sowie von 1950 und 1954 Chief Minister von Uttar Pradesh war. Er war mehrmals Minister in Unionsregierung und zuletzt von 1955 bis 1961 Innenminister. 1957 wurde er mit dem Bharat Ratna ausgezeichnet, der höchste zivile Verdienstorden, der nur in Anerkennung höchster Verdienste verliehen wird.

## Leben

### Rechtsanwalt, Beginn der politischen Laufbahn und Unabhängigkeitskämpfer

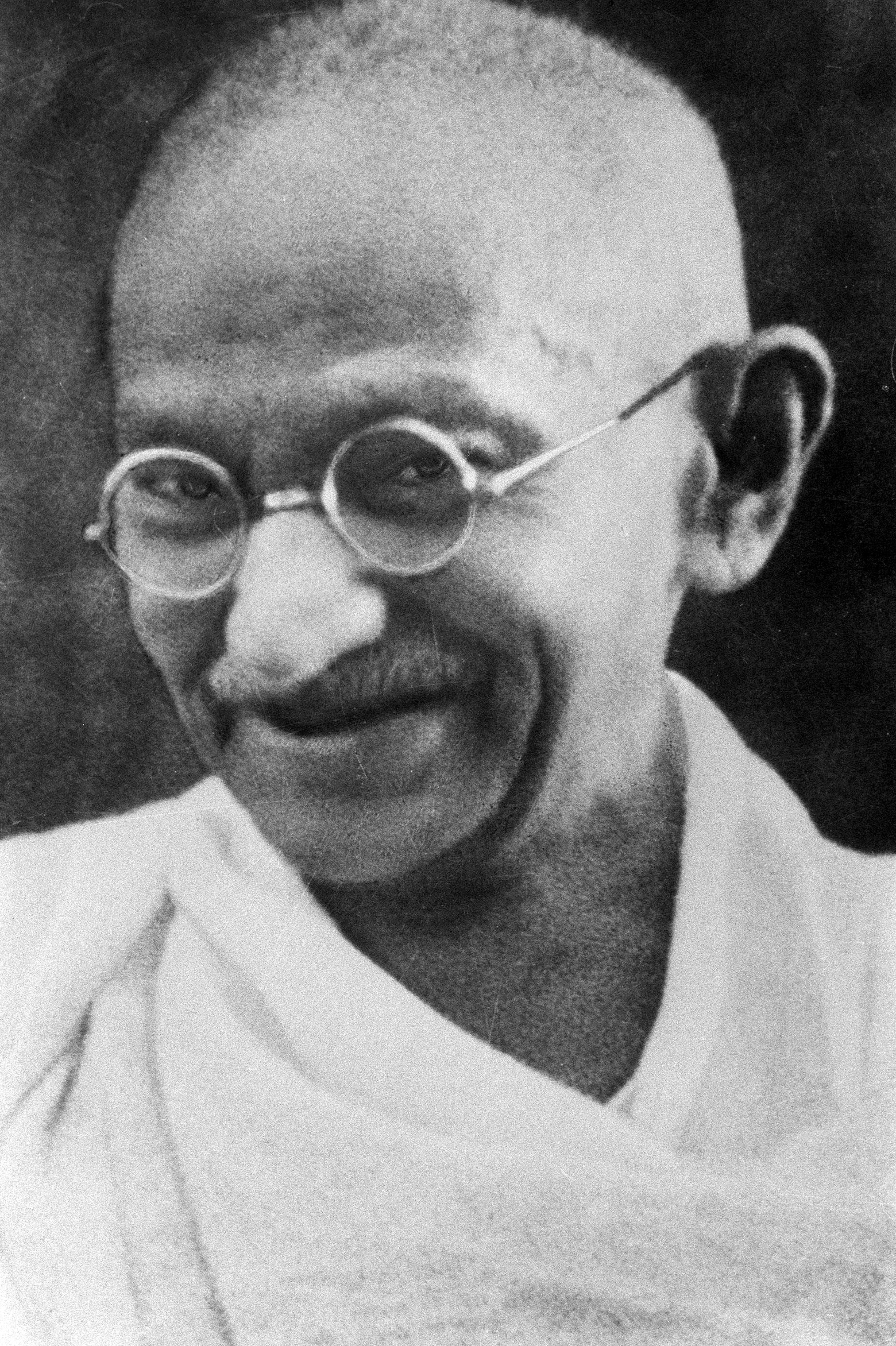
Pant war ein früher Unterstützer der Unabhängigkeitsbestrebungen von Mohandas Karamchand Gandhi.

Govind Ballabh Pant, Sohn von Pandit Manorath Pant, absolvierte nach dem Schulbesuch zunächst ein grundständiges Studium am Muir Central College, das er 1907 mit einem Bachelor of Arts (B.A.) beendete. Ein weiteres Studium der Rechtswissenschaften an der University of Allahabad schloss er 1909 mit einem Bachelor of Laws (LL.B.) ab und nahm danach 1910 eine Tätigkeit als Rechtsanwalt in Kashipur. Als Rechtsanwalt vertrat er Gegner der Kolonialherrschaft des Vereinigten Königreichs in Britisch-Indien und begann seine politische Laufbahn im Dezember 1921, als er für den Indischen Nationalkongress (INC) für Nainital zum Mitglied der Legislativversammlung (Legislative Assembly), des Unterhauses des Parlaments der United Provinces of Agra and Oudh gewählt wurde. 1923 wurde er dann Mitglied des Legislativrates (Legislative Council), des Oberhauses des Parlaments dieser Provinz.
1925 stoppten einige Freiheitskämpfer bei der sogenannten Kakori-Verschwörung einen Zug und plünderten Regierungsgelder in der Nähe von Lucknow. Die Briten begannen wahllos Freiheitskämpfer zu verhaften. Pant versuchte unermüdlich, die verhafteten Freiheitskämpfer vor Gericht zu verteidigen. Drei der Männer wie Ram Prasad Bismil und Ashfaqulla Khan von der Hindustan Republican Association (HRA) wurden verurteilt und am 19. Dezember 1927 in Faizabad gehängt, während andere zu lebenslangen Haftstrafen verurteilt wurden. 1927 wurde er Präsident des Indischen Nationalkongress in den United Provinces of Agra and Oudh. Der INC stimmte dafür, die vom britischen Unterhaus eingesetzten Simon-Kommission wegen ihrer rein weißen Zusammensetzung zu boykottieren. Die Kommission kam am 11. Oktober 1928 in Lahore an. Bei einer Demonstration am 30. Oktober 1928 in Lucknow wurde der Unabhängigkeitskämpfer Lala Lajpat Rai von einem Polizisten mit einem Lathi niedergeschlagen und erlag am 17. November 1928 seinen schweren Verletzungen. Pant wurde dabei schwer verletzt und litt zeitlebens an den Folgen der Verletzungen.
Nach dem im Rahmen von Mahatma Gandhis Satyagraha durchgeführten Salzmarsch im März 1930 organisierte Pant eine massive Salzbewegung in den Vereinigten Provinzen. Im Mai 1930 wurde er verhaftet und im Gefängnis von Dehradun festgehalten. Nach seiner Freilassung arbeitete er unermüdlich gegen die Zamindars und die Regierung, um die Bauern vor hohen Pachtzinsen zu schützen. Seine Bitten um niedrigere Pachten blieben unbeantwortet und schließlich traf eine große Hungersnot die Region. Pant wurde für einen Zeitraum von sieben Monaten inhaftiert, weil er an einer von der Kolonialregierung verbotenen Sitzung des INC in den United Provinces of Agra and Oudh teilnahm. 1934 wurde er für den INC Mitglied der Zentralen Legislativversammlung (Central Legislative Assembly), des Parlaments von Britisch-Indien.

### Chief Minister der United Provinces und Zweiter Weltkrieg

Der spätere Premierminister Jawaharlal Nehru, in dessen Regierung Pant später Minister war, setzte sich im März 1945 für seine Haftentlassung ein.

Nachdem durch das Government of India Act 1935 die Einrichtung eines Zweikammersystems und eine eigene Provinzregierung in den sechs zukünftigen Provinzen Britisch-Indiens beschlossen wurde, wurde Govind Ballabh Pant am 17. Juli 1937 als Nachfolger von Muhammad Ahmad Said Khan Chhatari zweiter Chief Minister der Central Provinces und bekleidete dieses Amt bis zum 2. November 1939. In seiner Regierung übernahm er zudem die Ämter als Innenminister sowie als Finanzminister. Während seiner Amtszeit sah er das Problem der Unberührbaren (Dalit), das Gandhi seit vielen Jahren beschäftigte. Pant versuchte, die Wurzel der Unberührbarkeit zu erreichen, die in abgelegenen Gebieten vorherrschte, in denen Gandhis Predigten noch nicht angekommen waren. Pant hat während seiner Amtszeit zudem viele Bereiche reformiert. Bildung, Arbeitsnot und der Kampf der Bauern gegen Zamindar waren einige der sozialen Reformen, auf die er sich konzentrierte.
Während des Zweiten Weltkrieges entwickelte sich in Indien eine Kluft zwischen den extremistischen und gemäßigten Flügeln des Indischen Nationalkongresses. Die Moderaten unterstützten Gandhi zugunsten des Vereinigten Königreichs bei den Kriegsanstrengungen, und die anderen glaubten an Subhash Chandra Boses Ideologie, die Situation auszunutzen und die britische Kolonialverwaltung mit allen Mitteln aus Indien zu stürzen. Pant wurde als Friedensstifter berufen und forderte den Kongress auf, Gandhi zu unterstützen. 1940 wurde Pant wegen Unterstützung der Satyagraha-Bewegung verhaftet und ins Gefängnis von Almora gebracht.
Nach der Veröffentlichung der Resolution der Quit-India-Bewegung 1942 wurden alle prominenten indischen Führer, einschließlich Pant, festgenommen. Pant wurde im Gefängnis des Ahmednagar Fort inhaftiert. Vom Gefängnis an schrieb er an seine Kinder und war damit beschäftigt, über politische Angelegenheiten zu schreiben. Pants Gesundheit verschlechterte sich weiter und schließlich musste Jawaharlal Nehru um seine Freilassung bitten. Pant wurde im März 1945 aus der Haft entlassen.

### Unabhängigkeit Indiens und Chief Minister von Uttar Pradesh
Ein knappes Jahr später übernahm Govind Ballabh Pant am 1. April 1946 erneut das wieder geschaffene Amt als Chief Minister der Central Province. Nach der Unabhängigkeit Indiens vom Vereinigten Königreich am 15. August 1947 wurde er Chief Minister der United Provinces, die nunmehr als Bundesstaat Teil Indiens wurden. Nach der Umbenennung der United Provinces in Uttar Pradesh am 26. Januar 1950 wurde er schließlich erster Chief Minister von Uttar Pradesh und bekleidete dieses Amt bis zum 27. Dezember 1954, woraufhin am darauf folgenden 28. Dezember 1954 sein Parteifreund Sampurnanand seine Nachfolge antrat. Er gehörte zudem zwischen 1947 und 1950 als Mitglied der Verfassunggebenden Versammlung von Indien (Constituent Assembly of India) an.
Während seiner Amtszeit als hatte der Bundesstaat zahlreiche soziale Probleme wie insbesondere Armut, Schwarzmärkte und Arbeitslosigkeit. Hinzu kam es aufgrund der Teilung zu vielen aufständische Unruhen. Er reiste in eingegliederte Gebiete, um die Bevölkerung zu beruhigen. Des Weiteren hob seine Regierung das Zamindari-System auf und arbeitete an vielen anderen rechtlichen Regelungen, um den Bauern zu helfen. Er setzte sich für eine fair Behandlung der Unberührbaren ein und konzentrierte sich auf die Entwicklung des Bildungs-, Medizin- und Industriesektors.
Im März 1951 unterstützte er die Kunstfliegerin Liesel Bach, damit diese sich einen Traum erfüllen konnte. Er stellte ihr sein Flugzeug zur Verfügung, eine zweimotorige Beech 18. Damit startete sie Ende März 1951 vom Flugplatz Halvani an der Grenze zu Nepal zur Überquerung der Himalaja-Kette, die sie damit als erste Frau überflog. Nach 2½ Stunden landete sie wieder am Ausgangspunkt.

### Unionsminister und Rajya Sabha-Mitglied

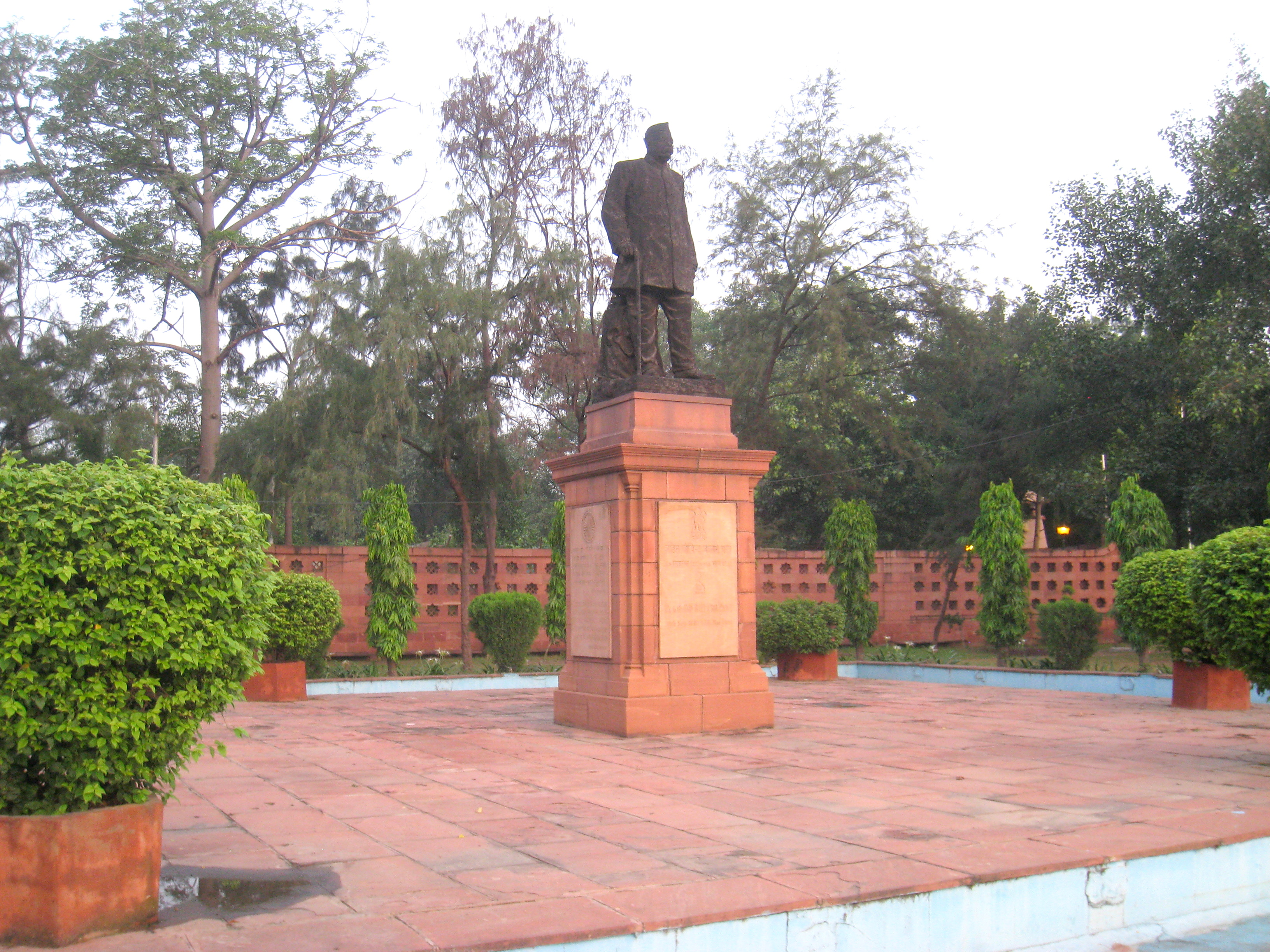
Statue von Govind Ballabh Pant bei Neu-Delhi.

Nach dem Ende seine Amtszeit als Chief Minister wechselte Govind Ballabh Pant in die Unionsregierung. Im Kabinett Nehru II fungierte er zunächst zwischen dem 1. Dezember 1954 und dem 10. Januar 1955 zunächst als Minister ohne Geschäftsbereich. Anschließend löste er am 10. Januar 1955 Kailash Nath Katju als Innenminister ab und hatte diese Funktion bis zum 5. April 1957 inne. Zugleich wurde er in Personalunion am 1. September 1956 auch Minister für Schwerindustrie und übte dieses bis zum 14. November 1956 aus, woraufhin Morarji Desai seine Nachfolge antrat.
Zugleich wurde Pant am 2. März 1955 auch Mitglied der Rajya Sabha, des Oberhauses des indischen Parlaments, und gehörte dieser nach seiner Wiederwahl am 3. April 1958 als Vertreter des Bundesstaates Uttar Pradesh bis zu seinem Tode am 7. März 1961 an. Während seiner Parlamentszugehörigkeit war er zwischen 1957 und 1958 Vorsitzender des Ausschusses für Privilegien. Am 17. April 1957 übernahm er auch im Kabinett Nehru III und hatte dieses ebenfalls bis zu seinem Tode am 7. März 1961 inne, woraufhin der spätere Premierminister Lal Bahadur Shastri am 4. April 1961 sein Nachfolger wurde. Die bekannteste Arbeit, die er als Innenminister verrichtete, war es, Hindi zur Amtssprache Indiens zu machen.
1957 wurde er mit dem Bharat Ratna ausgezeichnet, der höchste zivile Verdienstorden, der nur in Anerkennung höchster Verdienste verliehen wird.
Pant war verheiratet und Vater eines Sohnes und zweier Töchter. Sein Sohn war der Politiker Krishna Chandra Pant, der zwischen 1987 und 1989 Verteidigungsminister Indiens war. 1960 erlitt Pant einen Herzinfarkt. Im Februar 1961 erkrankte er noch im Amt und starb am 7. März 1961, nachdem er mehrere Tage ins Koma gefallen war. Im zu Ehren wurde der Govind Ballabh Pant-Stausee (Govind Ballabh Pant Sagar) an der Rihand-Talsperre bei Singrauli benannt, einer der größten Stauseen der Erde. Außerdem trägt die Govind Ballabh Pant University of Agriculture and Technology sowie das Govind Ballabh Pant Social Science Institute der University of Allahabad seinen Namen.